# جيزا هوفمان
جيزا هوفمان (بالمجرية: Hoffmann Géza)‏ هو مدرب رياضي وأستاذ مدرسة مجري، ولد في 26 فبراير 1929 في هدمزوفازارهلي في المجر، وتوفي في 18 أبريل 2005 في بودابست في المجر.

## روابط خارجية
- جيزا هوفمان على موقع قاعدة بيانات المصارعة الدولية (الإنجليزية)
- جيزا هوفمان على موقع أوليمبيديا (الإنجليزية)